# Christian Marty
Pour les articles homonymes, voir Marty.
Christian Marty (né le 12 novembre 1945 dans le 15e arrondissement de Paris et mort le 25 juillet 2000 à Gonesse) est un véliplanchiste et pilote d'avion français. En 1982, il réussit la traversée de l'Atlantique en planche à voile. Le 25 juillet 2000, il est le commandant de bord du Concorde qui s'écrase peu après le décollage de Roissy et trouve la mort dans l'accident.

## Sports extrêmes
Christian Marty est un athlète extrême et l'un des premiers à avoir traversé l'océan Atlantique sur  planche à voile, planche spécialement équipée. Pour cet exploit, il a quitté Dakar au Sénégal le 28 novembre 1981 une première fois sans succès et une deuxième fois le 12 décembre 1981 pour arriver à Kourou, en Guyane française, le 18 janvier 1982.  Il a ainsi parcouru 4 222 kilomètres, en 37 jours 16 heures et 4 minutes. Auparavant, ayant vécu 2 ans en Guadeloupe, il avait parcouru 161 kilomètres sur une planche à voile depuis la Guadeloupe jusqu'en Martinique dans les Caraïbes. En 1980, il relie en planche à voile Nice à Calvi en Corse, un exploit de 169 kilomètres alors inédit.

## Pilote d'avion
Il est pilote d'avion professionnel à partir du 12 juillet 1967. En 1969, il obtient sa licence de vol et travaille pour Air France. Après avoir été pilote de ligne et instructeur sur de nombreux modèles d'avion dont les Boeing 727 et 737 et les Airbus 300, A320 et A340, il devient commandant de bord sur Concorde le 16 août 1999,. 
Le 25 juillet 2000, alors qu'il est le commandant de bord du Concorde qui assure le vol Air France 4590, un vol charter entre Paris et New York, il meurt dans le crash de l'avion à Gonesse peu après que celui-ci eut pris feu lors de son décollage de l'aéroport de Roissy.